# Carte blanche (film)
Pour les articles homonymes, voir Carte blanche.
Pour plus de détails, voir Fiche technique et Distribution.
Carte blanche est un film polonais réalisé par Jacek Lusiński, sorti en 2015.

## Fiche technique
- Titre : Carte blanche
- Titre original : Carte blanche
- Réalisation : Jacek Lusiński
- Scénario : Jacek Lusiński
- Musique : Paweł Lucewicz
- Photographie : Witold Płóciennik
- Montage : Jarosław Barzan
- Costumes :
- Société de production :
- Pays d'origine :  Pologne
- Format :
- Genre :
- Durée : 106 minutes (1 h 46)
- Date de sortie : 
  - Pologne : 23 janvier 2015
  - Chine : 14 juin 2015
  - France : 19 novembre 2015

## Distribution
- Andrzej Chyra : Kacper
- Urszula Grabowska : Ewa
- Arkadiusz Jakubik : Wiktor
- Eliza Rycembel : Klara
- Tomasz Ziętek : Madejski
- Dorota Kolak : la directrice
- Andrzej Blumenfeld : Florczak
- Maria Chwalibóg : mère de Kacper
- Wojciech Pszoniak : professeur
- Jerzy Rogalski : Monsieur Henio
- Ewa Bakalarska : Magda
- Natalia Baranowska : élève de Kacper

## Récompenses
- Grand Prix du jury au Festival international du film de Shanghai en 2015
- Mention honorable du jury au Festival international du film de São Paulo en 2015